# История моей жизни (биография)
«История моей жизни» (англ. The Story of My Life) — автобиография слепоглухой американки Хелен Келлер, впервые опубликованная в виде книги в 1903 году. В книге подробно описывается её ранняя жизнь, в частности, её опыт общения с учительницей Энн Салливан. Отдельные фрагменты книги были адаптированы Уильямом Гибсоном для театральной постановки (в 1957 году), бродвейской пьесы (в 1959 году), голливудского художественного фильма (в 1962 году) и индийского фильма «Последняя надежда» (2005). Книга посвящена изобретателю Александру Грейаму Беллу, который был одним из её учителей и защитником прав глухих.

## История публикации
Хелен Келлер начала писать «Историю моей жизни» в 1902 году, будучи студенткой колледжа Рэдклифф . В том же году автобиография была опубликована в журнале Ladies' Home Journal в виде серии выпусков. В следующем году издательство Doubleday, Page & Co. опубликовало его отдельной книгой. Книга была хорошо принята.

## Сюжет
Тьма и тишина. Такой приговор от врачей получила маленькая Хелен на втором году жизни после болезни. Слепоглухонемая, будто сидящая на дне тёмного колодца, неспособная выразить себя и понять других, злая на весь мир девочка без будущего. Когда Хелен было 7 лет, родители нашли для неё учительницу, Энн Салливан, которая смогла научить девочку ручной азбуке, помогла ей постичь суть вещей и выйти из темницы невежества. Учительница сама была слабовидящей. Мир открылся Хелен через движения пальцев.